# Lycosa vittata
Lycosa vittata este o specie de păianjeni din genul Lycosa, familia Lycosidae, descrisă de Yin, Bao și Zhang, 1995. Conform Catalogue of Life specia Lycosa vittata nu are subspecii cunoscute.